# Ambitus
Ambitus, Амбитус — юридический термин в римском праве.
Изначально ambitus — древнеримский обычай кандидатов в магистраты ходить среди собравшихся на форуме или Марсовом поле людей, чтобы просить имеющих право голоса граждан о подаче за них голосов в народном собрании при соискательстве какой-либо общественной должности, поэтому словом ambitus нередко обозначалось соискательство должности. Квинт Туллий Цицерон в своём труде «Commentariolum petitionis» описывал приемлемые способы борьбы, каковыми являлись «приобретение друзей и ласковое, любезное обращение с избирателями».
Первоначально в этом не усматривалось ничего незаконного, однако, впоследствии возникновения злоупотреблений, вызванных усилившейся конкуренцией кандидатов к концу существования Римской республики, законодательной властью был принят ряд законов против криминальных проявлений ambitus (лат. crimen ambitus), а точку в этом вопросе поставил указ императора Августа (лат. lex Julia Octaviana). Законы о нарушениях на выборах объединяются под названием leges de ambitu.
Во времена Римской Империи ambitus практически не существовал, потому что выбор должностных лиц вскоре перешел к сенату древнего Рима и римскому императору, и с тех пор этим словом стало обозначаться приобретение должностей посредством подкупа и взяток римских сенаторов или советников императора.
В современном праве термин ambitus практически не используется, однако само явление (приобретение должностей с помощью кумовства, взяток и шантажа) по-прежнему распространено.